# HD 104304
HD 104304 (také známá jako 24 G. Virginis) je dvojhvězda v souhvězdí Panny, kterou tvoří žlutý podobr a červený trpaslík. Nachází se ve vzdálenosti zhruba 41 světelných let od Slunce, určených měřením paralaxy z dat sondy Gaia. Celková zdánlivá hvězdná velikost systému je 5,54, a za příznivých pozorovacích podmínek může být viditelná pouhým okem.

## Hlavní složka (G8 IV)
Hlavní složka systému má spektrální zařazení G8 IV, jde tedy o podobra, který postupně opouští hlavní posloupnost a rozšiřuje se směrem k fázi obra.

## Sekundární složka (M4V)
Sekundární složkou je červený trpaslík se spektrální třídou M4V. Předpokládá se, že má zhruba 0,21 hmotnosti Slunce; její elektromagnetické spektrum nebylo dosud přímo pozorováno. Pravděpodobná oběžná dráha kolem hlavní složky má periodu 48,5 roku a excentricitu 0,29.

## Možné planetární objekty
V roce 2007 byl oznámen kandidát na planetu na oběžné dráze hlavní složky. V roce 2010 objevily dva nezávislé týmy společný správný pohyb sekundární složky (červený trpaslík). Tato zjištění prozatím nevyloučila planetu, ale k jejímu definitivnímu potvrzení jsou nutná další měření. Současné odhady naznačují, že tělesa s hmotností nad 83 hmotností Jupitera a s drahou menší než 3,9 AU lze vyloučit.

## Význam systému a současný výzkum
HD 104304 je díky své relativní blízkosti a dvojhvězdné konfiguraci předmětem soustavných pozorování. Pokud by byla planeta v tomto systému potvrzena, jednalo by se o vhodný cíl k dalšímu studiu pomocí spektroskopických a fotometrických metod. Vzhledem k vývoji hlavní složky (podobr) a nízkohmotnému červenému trpaslíkovi je tento systém užitečný i pro zkoumání hvězdné evoluce ve dvojhvězdách.